# EHF-Pokal der Frauen 2001/02
Am EHF-Pokal 2001/02 nahmen Handball-Vereinsmannschaften teil, die sich in der vorangegangenen Saison in ihren Heimatländern über die Platzierung in der heimischen Liga für den Wettbewerb qualifiziert haben. Der EHF-Pokal wurde diese Saison das achte Mal ausgespielt. Titelverteidiger war die polnische Mannschaft MKS Montex Lublin.

## Modus
Das komplette Turnier wurde im K.o.-Runden mit Hin- und Rückspielen gespielt, bis zu den Endspielen. Je nach Landeskoeffizient startete das jeweilige Team in der 1. oder 2. Runde. Die Länder mit dem höchsten Koeffizienten starteten gar erst in der 3. Runde. Die 1. Runde wurde mit 14 Mannschaften gespielt, Runde 2 und 3 dann mit je 32 Teams. Ab Runde vier halbierten sich die Teilnehmer bis zum Finale.

## Halbfinale

### Qualifizierte Teams
| - Ikast Bording EH - TV Giessen Lützellinden | - Győri Graboplast ETO - Bækkelagets SK |

### Ausgeloste Spiele und Ergebnisse
| Mannschaft 1     | Mannschaft 2            | Hinspiel       | Rückspiel      | Gesamt  |
| ---------------- | ----------------------- | -------------- | -------------- | ------- |
| Ikast Bording EH | TV Giessen Lützellinden | 13.04.2002     | 20.04.2002     | 56 : 53 |
| Ikast Bording EH | TV Giessen Lützellinden | 28 : 22        | 28 : 31        | 56 : 53 |
| Ikast Bording EH | TV Giessen Lützellinden | 1400 Zuschauer | 1500 Zuschauer | 56 : 53 |
| Bækkelagets SK   | Győri Graboplast ETO    | 14.04.2002     | 21.04.2002     | 50 : 53 |
| Bækkelagets SK   | Győri Graboplast ETO    | 27 : 22        | 23 : 31        | 50 : 53 |
| Bækkelagets SK   | Győri Graboplast ETO    | 350 Zuschauer  | 3500 Zuschauer | 50 : 53 |

## Finale
Es nahmen die zwei Sieger aus dem Halbfinale teil. Das Hinspiel fand am 12. Mai 2002 statt. Das Rückspiel fand am 20. Mai 2002 statt.

### Ausgeloste Spiele und Ergebnisse
| Mannschaft 1         | Mannschaft 2     | Hinspiel       | Rückspiel      | Gesamt  |
| -------------------- | ---------------- | -------------- | -------------- | ------- |
| Győri Graboplast ETO | Ikast Bording EH | 12.05.2002     | 20.05.2002     | 53 : 61 |
| Győri Graboplast ETO | Ikast Bording EH | 30 : 25        | 23 : 36        | 53 : 61 |
| Győri Graboplast ETO | Ikast Bording EH | 3200 Zuschauer | 4100 Zuschauer | 53 : 61 |

### Hinspiel
Győri Graboplast ETO –  Ikast Bording EH 30 : 25 (15 : 13)
15. Mai 2002 in Győri, 3200 Zuschauer.
Győri Graboplast ETO: Carmen Liliana Bîrca , Anita Görbicz, Orsolya Herr, Roxána Horváth, Katalin Jenőfi, Nóra Jókai, Renáta Kári-Horváth, Gabriella Kindl , Anett Köbli, Gyöngyi Kulcsár, Zsuzsanna Lovász, Zsófia Micskó, Swetlana Moskowaja , Viktória Petroczi, Beatrix Prok, Irina Shirina, Orsolya Vérten, Ibolya Mehlmann
Ikast Bording EH: Bettina Andersen, Kristine Andersen, Kristina Black, Isabel Blanco , Lene Christiansen, Mette Christiansen, Natasia Dybmose, Camilla Eriksen, Line Fruensgaard, Kjersti Grini , Mie Sejer Hansen, Sara Hansen, Bente Højmark Andersen, Jenny Maria Holmgren , Trine Jensen, Kristina Jönsson , Grit Jurack , Tonje Kjærgaard, Lise Knudsen, Mette Lindberg, Henriette Mikkelsen, Anja Nielsen, Heidi Nielsen, Winnie Lundgaard Pedersen,  Mette Voss Petersen, Beáta Siti , Brigitte Overgaard Sørensen	
Schiedsrichter:  Maria Cristina Fernández Piñeiro, Ángel Pablo Permuy Villanueva

### Rückspiel
Ikast Bording EH –  Győri Graboplast ETO 36 : 23 (21 : 13)
20. Mai 2002 in Herning, 4100 Zuschauer.
Ikast Bording EH: Bettina Andersen, Kristine Andersen, Kristina Black, Isabel Blanco , Lene Christiansen, Mette Christiansen, Natasia Dybmose, Camilla Eriksen, Line Fruensgaard, Kjersti Grini , Mie Sejer Hansen, Sara Hansen, Bente Højmark Andersen, Jenny Maria Holmgren , Trine Jensen, Kristina Jönsson , Grit Jurack , Tonje Kjærgaard, Lise Knudsen, Mette Lindberg, Henriette Mikkelsen, Anja Nielsen, Heidi Nielsen, Winnie Lundgaard Pedersen,  Mette Voss Petersen, Beáta Siti , Brigitte Overgaard Sørensen
Győri Graboplast ETO: Carmen Liliana Bîrca , Anita Görbicz, Orsolya Herr, Roxána Horváth, Katalin Jenőfi, Nóra Jókai, Renáta Kári-Horváth, Gabriella Kindl , Anett Köbli, Gyöngyi Kulcsár, Zsuzsanna Lovász, Zsófia Micskó, Swetlana Moskowaja , Viktória Petroczi, Beatrix Prok, Irina Shirina, Orsolya Vérten, Ibolya Mehlmann
Schiedsrichter:  Jutta Ehrmann, Susanne Künzig